# 木村敏靖
木村 敏靖（きむら としやす、1995年9月14日 - ）は、奈良県葛城市出身の元プロ野球選手（投手）。右投左打。プロでは育成選手であった。

## 経歴
履正社医療スポーツ専門学校時代は外野手兼投手としてプレーし、投手としては2年目の伊勢大会で152キロを計測した。
2016年10月20日に行われたプロ野球ドラフト会議にて東北楽天ゴールデンイーグルスから育成4巡目指名され、支度金200万円、年俸200万円（金額は推定）で契約した。背番号は131。
2019年より、コントロールを安定させるためサイドスローに転向。
10月31日、育成選手契約の規則により一旦自由契約となるも、育成選手として再契約した。
2020年11月5日、戦力外通告が公示された。

## 選手としての特徴
- 最速は152kmを投げる。

## 詳細情報

### 年度別投手成績
- 一軍公式戦出場なし

### 背番号
- 131（2017年 - 2020年）